# Шнитников, Владимир Николаевич
Владимир Николаевич Шнитников (20 июля 1873, Санкт-Петербург — 25 января 1957, Москва) — зоолог, зоогеограф, географ, профессор, заслуженный деятель науки РСФСР.

## Биография
Родился в Санкт-Петербурге в семье генерала Николая Фёдоровича Шнитникова и его жены Софьи Николаевны, урождённой Бётлинг (нем. Boehtlingk, 1840—1930), дочери известного в Крыму врача. В детстве был болезненным ребенком, переболел туберкулезом костей, для лечения которого семья была вынуждена вернуться в Крым. Учился в гимназии в Петербурге, но не закончив курс, в 17 лет перевелся в реальное училище города Севастополя, которое окончил с отличием. 
В 1897 году завершил обучение в Новоалександрийском институте сельского хозяйства и лесоводства. После работал в белорусском Полесье. С 1922 по 1941 годы работал в Ленинграде.
Руководил экспедициями в Казахстан и Среднюю Азию. После Великой Отечественной войны работал в Казахстане.
Известен как исследователь животного мира Казахстана и Средней Азии.
Автор книг:
- «Краткий очерк лесов Семиречья» (1914)
- «Растительность Джетысу» (1925)
- «Животный мир Джетысу» (1925)
- «Пресмыкающиеся Семиречья» (1927)
- «Животный мир Казахстана» (1934—35)
- «Млекопитающие Семиречья» (1936)
- «Птицы Семиречья» (1949)
- «Поездки по Семиречью» (1916, 1923, 1930)
- «Звери и пресмыкающиеся нашей страны» (1957)
- "Из воспоминаний натуралиста" (1943,1958) Издания воспоминаний ученого различаются, некоторые факты в издании 1958 года отсутствуют (например, в первом издании более подробно рассказано о семье Шнитниковых, есть фотографии членов семьи, принадлежавших им домов и т.п.). Для полноты картины рекомендуется читать параллельно оба издания.

Умер в 1957 году, был похоронен на Новодевичьем кладбище (участок № 5). Могила находится справа от входа в самом первом ряду, она была первой могилой на новой территории кладбища.

## Семья
- Первая жена — Наталья Александровна Шеффер (1876—1942)[3].
  - Сын — Арсений (1898—1983)[3].
  - Сын — Юрий (1902—1923)[3].
  - Дочь — Татьяна, в замужестве Давыдова (1900—1941)[3].
  - Сын — Дмитрий (1909—1967)[3].
- Вторая жена — Елизавета Ивановна Шнитникова, урождённая Сергеева, сестра академика Борис Борисовича Полынова (1893—1987).
  - Дочь — Ксения (1922—1995).
  - Дочь — Марина (1928—2003).
- Брат — Николай (1861—1940)[1].
- Сестра — Лидия (1863—1888)[1].
- Брат — Вячеслав (1867—1958), отец архитектора Владимира Вячеславовича Шнитникова[1]
- Сестра — Зинаида (1876—1926)[1].
- Сестра — Ольга, в замужестве Терская (1881—1942)[1].